# 상주 박씨
상주 박씨(尙州朴氏)는 한국의 성씨이다.

## 시조
상주 박씨(尙州 朴氏)의 시조인 박언창(朴彦昌)은 신라 경명왕 박승영(新羅 景明王 朴昇英)의 다섯째 아들로 사벌대군(沙伐大君)에 봉해지고 사벌주(沙伐州ㆍ지금의 상주)를 식읍(食邑)으로 하사(下賜)받은 후 본국과의 교통이 단절되자 후사벌국을 창립하여 시조가 되었다. 
박언창(朴彦昌)의 10세손 사자금어대(賜紫金魚帒) 박견(朴甄)이 있으며, 12세손 박여(朴侶)는 고려 충렬왕 때 첨의찬성사(僉議贊成事)로 상산부원군(商山府院君)에 봉해졌다. 13세손 박문로(朴文老)는 판사재시사(判司宰寺事) 증(贈) 좌참찬(左參贊)에 이르렀다.

## 본관
상주(尙州)는 경상북도 서쪽에 위치해 있으며 상산(商山)이라고도 한다. 상산(商山)은 경상북도 서쪽에 위치하는 상주(尙州)의 옛 지명으로 본래 삼한시대(三韓時代)에 진한(辰韓)의 영토였으나 185년(신라 벌휴왕 2, 고구려 고국천왕 7) 사벌국(沙伐國: 혹은 사불국)으로 독립해 오다가 신라 첨해왕 때 정벌되어 상주(上州)로 고쳐 군주(君主)를 두었다. 진흥왕이 상락군(上洛郡)으로 고치고 신문왕 때 다시 사벌주(沙伐州)로 개칭되었다가 경덕왕 때 와서 상주(尙州)로 하는 등 많은 변천을 거쳐 고려 성종(成宗) 때 귀덕군(歸德郡)이라 하여 영남도(嶺南道)에 속하게 하였다. 1012년(고려 현종 3) 다시 상주안무사(尙州安撫使)로 고쳐서 8목(牧)의 하나로 정하였다가 조선이 개국하여 관찰사(觀察使)를 두었으며 1895년(고종 32)에 지방제도 개정으로 상주목이 상주군으로 개편되었다. 1910년 상주군(尙州郡)으로 개칭되어 함창군(咸昌郡) 일원이 편입되었다. 

## 분파
- 총랑공파(摠郎公派) - 박천
  - 상암공파(商巖公派) - 박안의
    - 참판공사영파(叅判公士英派) - 박사영
    - 송촌공파(松村公派) - 박세훈
    - 습독공파(習讀公派) - 박세도
    - 문강공파(文剛公派) - 박세희
    - 인재공파(認齋公派) - 박세후
    - 직제학공파(直提學公派) - 박윤창
    - 서흥파(瑞興派) - 박문창

  - 판서공파(判書公派) - 박안예
    - 운곡공파(雲谷公派) - 박증손
      - 남포공파(南浦公派) - 박대붕

  - 판서공파(判書公派) - 박안지
  - 정숙공파(貞肅公派) - 박안신
    - 판서공파(判書公派) - 박이창, 박이령
    - 생원공파(生員公派) - 박사정
    - 부사공파(府使公派) - 박사춘
    - 감찰공파(監察公派) - 박사선

  - 판원사공파(判院事公派) - 박문유
- 찬성공파(贊成公派) - 박려(朴侶)
  - 박지헌(朴之軒)
    - 장령공파(掌令公派) - 박형지
    - 율촌공파(栗村公派) - 박배
    - 판윤공파(判尹公派) - 박윤무
    - 주부공파(主簿公派) - 박윤걸
    - 금서재공파(琴書齋公派) - 박광보
    - 필재공파(蓽齋公派) - 박광우

  - 박지영(朴之永) - 평택 박씨로 분관(分貫)
- 박영(朴瑛) - 충주 박씨로 분관(分貫)

### 분적된 성씨 본관
- 상주 박씨에서 직계 분적된 성씨 본관에는 평택, 충주 등이 있다.

## 인물
- 박양유(朴良柔)

자세한 기록이 전무해 박양유에 대해 잘 알기 어렵지만 경종의 신임을 받아 성종 때도 꽤 높은 자리에 있던 것으로 보인다. 성종이 자신의 조카 목종을 서경에 데려가 개령군 봉호를 물려줄 때 성종의 봉책문을 받든 두 신하 중 하나다. 이 때의 관직은 건축 및 건설 담당 부서인 공관의 장관이자 6관의 부관리자였다. 여기서 계속 승진해 시중 직위까지 올라간 것으로 보인다.
성종 때 (당시 시중) 거란의 소손녕이 봉산군을 공략하자, 상군사로 북계에서 이를 막았다. 서희를 보내어 거란을 설복시켜 강동육주를 얻고, 소손녕을 철병하게 했다
- 박안신(朴安臣)[1369~1447]

```
조선 사관ㆍ사간ㆍ참판ㆍ대사헌ㆍ관찰사
```

박안신이 왜구를 막을 병선을 제조할 것을 상소하다
병조 참의 박안신(朴安臣)이 상서(上書)하기를,
"나라를 위하는 도리는 오직 마땅히 지난 일을 거울삼아 뒷일을 염려하여, 그 장구히 다스려지고 오래 편안하기를 도모하는 데 있습니다. 우리 나라는 삼면(三面)이 바다이고 왜도(倭島)와 심히 가까와서, 예전 삼국 시대에 있어서도 왜구(倭寇)의 침략은 지난 역사를 상고하면 똑똑히 알 수 있습니다. 고려 말엽에 미쳐 왜놈들이 비로소 우리 나라 가까운 섬에 와 붙어서 혹 구걸도 하고 혹 장사도 하여 오늘의 일과 같았었는데, 경인년에 협박하여 빼앗기를 시도하고 점점 노략질을 하니, 백성들은 싸움할 줄을 알지 못하여 왜적을 바라보면 달아나서, 바다 연변(沿邊)의 지방은 모두 왜적의 소굴이 되고, 드디어 그 배는 피로한 군졸들에게 주어 언덕을 떠나서 머물러 있게 하고, 여러 고을로 깊이 들어와서 혹 열흘이나 한 달 동안 함부로 마구 죽이고 노략질하다가 제 욕심이 차면 돌아가고, 돌아갔다가 또 다시 와서 봄부터 가을까지 조금도 빈 달이 없었습니다. 그 사이에 혹시 군사를 준비하여 방어하려 하였사오나, 왜적의 배는 너무 빨라서 돌리고 가기를 나는 듯이 하여, 동쪽을 지향하는 듯하다가 어느 사이에 돌리어서 서쪽을 침범하니, 우리 군사가 달려 쫓아가도 적을 만나는 일이 대개 적고, 비록 혹 같이 싸워도 이기는 일이 거의 없으므로 이에 깊고 먼 고을도 또한 적의 소굴이 되고 말았습니다. 무오년에 이르러서는 해풍(海豐)에 배를 대고 서울을 침략하고자 하며, 또 배가 한강을 지나 드디어 월계(月溪)에 닿았으니, 입술이 없으면 이가 시리다는 말처럼 참혹함이 이와 같았사온데, 우리 태조 대왕께서 국정에 참모(參謀)하여 비로소 병선을 설치하고 적을 제어하는 준비를 하셨더니, 경신년에 적선(賊船) 1백 척이 진포(鎭浦)에 와서 침략하므로, 병선이 포위 공격하여 모조리 불질러 없애니, 적의 형세가 곤궁하여 두 도(道)로 두루 돌아다니므로, 태조 대왕께서 군사를 떨쳐 추격하여 운봉(雲峯)에서 크게 이기시니, 남은 도적들이 지리산(智異山)에 들어가 숨었다가 떼[桴]를 묶어서 타고 살아 돌아간 자가 1백 한두 명이었습니다. 임술년에 적이 진포(鎭浦)에서 패전함을 분하게 여겨, 수전으로 결승하고자 하여 크게 배를 몰고 와서 곤남(昆南)에 닿았는데, 변장(邊將) 정지(鄭池)·최무선(崔茂宣)·나서(羅瑞) 등이 병선 10여 척을 거느리고 막으니, 적이 저희들은 많고 우리는 적어서 상대가 안된다고 흥겨워하며 도전하므로, 병선이 분격(奮擊)하여 화포(火砲)를 던져 적선을 태워 버리매, 적이 이에 도망하므로 쫓아서 큰 배 아홉 척을 빼앗으니, 이 뒤로부터는 우리 병선에게 항거하지 못하고 이따금 혹 해변을 침범하였으나, 좀도적에 지나지 않아서 마음 놓고 물러 있거나 깊이 들어와서 도둑질을 할 수는 없었습니다. 무진년에 적이 우리 나라에서 요동(遼東)을 치는 일이 있어서 전함(戰艦)이 허소함을 알고 이에 진포(鎭浦)에 와서 머물면서 경상도를 지나 들어와서 도둑질하고 돌아갔습니다. 이때 우리 태조 대왕께서 잠저(潛邸)에 계실 적에 병권(兵權)을 잡고 계셨는데 이에 크게 노하사, 이듬해 기사년에 꾀하여 변장을 보내어 병선을 거느리고 대마도에 가서 적선 수십 척을 불사르고 돌아오니, 적이 서로 경계하기를, ‘고려 병선이 이처럼 와서 공격하니 장차 이 섬에 살 수 없을 것이라.’ 하고, 가족을 데리고 이사하는 자가 꽤 있었습니다. 기해년에 적이 우리의 준비 없는 틈을 타서 비인(庇仁)에 와 닿아 병선을 불지르고 변장(邊將)을 죽이니, 우리 태종 대왕께서 계책을 결단하시고 장수에게 명하여 수군을 거느리고 대마도에 가서 그 죄를 문책하고, 적선(賊船)을 불태우며 빼앗은 것이 거의 수백 척에 이르니, 적이 이에 간담이 떨어져서 항복을 청하고 귀순하였으니 오늘처럼 절박한 일은 없었습니다. 여기에 말미암아 말씀하오면, 육병(陸兵) 수십 만이 적을 방어하는 것이 병선 수 척으로 적을 제어함만 같지 못함은 그 밝은 효험과 큰 경험으로 거울로 삼을 만합니다. 병선의 중함이 이와 같사온데, 그 재목은 반드시 소나무를 써야 하며, 소나무는 거의 1백 년을 자라야 배를 만들 수 있사옵고, 배 한 척에 소용되는 재목은 거의 수백 주가 됩니다. 대개 소나무가 많이 성하고 크게 자랄 때에 시작하여 병선을 계속하여 짓는다 해도 겨우 50년 후에는 전국 내의 소나무는 거의 다 없어질 것이온즉, 앞으로 수십 년이 못 가서 인력(人力)이 미치는 곳에는 배를 만들 나무가 아주 없게 될 것을 가히 알 것입니다. 배를 만들 재목이 없어서 전함(戰艦)을 만들지 못하면 전일에 있었던 화(禍)가 이로부터 다시 시작될까 두렵사오니, 이만저만한 사고가 아닙니다. 주상 전하께서는 이런 사리(事理)를 깊이 통촉하시와, 지난 갑진년에 성심[聖衷]에서 계획하여 내신 마음으로 특별히 윤음(綸音)을 내리시기를, ‘이제 배를 만들 만한 재목이 거의 다하였으매, 내가 마음이 아프도다. 그 벌채를 금하고 화재를 막아 잘 가꾸라. ’고 하옵신 말씀은 이제 갖추어 법전[典冊]에 실려 있사오니, 후환을 염려하시고 위태로움을 생각하시는 뜻이 지극하시고 극진하시옵니다. 신의 어리석은 생각으로는 자라지 않은 재목은 화재를 방지하고 잘 가꾸는 것이 더욱 오늘날의 급무이옵니다. 원컨대, 소나무가 장성(壯盛)하기까지를 한정하고 여러 도(道)의 군사 없는 빈 배는 아직 전부 군에서 폐지하며, 공선(貢船)·참선(站船) 및 서울 밖에 있는 사유선(私有船)도 모두 그 수를 감하고, 관사(官舍)와 민가를 건축하는 데에도 일체 소나무 쓰는 것을 금하면, 권도(權道)에 따르고 사변에 맞춰서 장구히 다스리고 오래 편안할 계책이 될까 하옵니다. 혹은 말하기를, ‘비록 군사가 없을지라도 병선을 두는 것은 불의의 변을 예비하자는 까닭인즉 만들지 않을 수 없다.’ 하오나, 신의 어리석은 생각으로는 왜구가 바야흐로 성할 때를 당하여 병선을 비로소 설시(設施)할 때에, 각처의 병선을 그 완급(緩急)을 보아 합당한 수효를 정하여 서로 바라보며 정박하여 서 있으면 족히 변경을 방비할 것이온데, 지난 기해년에 이르러 왜구를 정벌한 뒤로 잠시 빈 배를 설치하여 불의의 사변에 대비하였을 따름이오며, 애초에 영구한 계책은 아니었습니다. 하물며 그 재목을 절약하여 그 쓸 때를 기다리면 모름지기 왜구가 일어날 때에 미쳐서 오히려 만들어 쓸 수 있겠사온데, 어찌 이 왜구가 잠잠한 때를 당하여 미리 빈 배를 만드느라고 거의 다 되어 가는 재목을 허비하오리까. 또 말하기를, ‘공선(公船)은 나라에서 쓰는 것이요, 사선(私船)은 민간에서 이용하는 것인즉, 그 수를 감할 수 없다. ’고 하오나, 신의 어리석은 생각으로는 조그만 이익을 보자면 큰 일을 이룩하지 못합니다. 왜구가 사방으로 침노하여 마치 입술이 없으면 이가 시리다는 격으로, 이곳이 실패하면 저곳도 따라 망할 것이니, 그 해는 큰 것이온데, 공선과 사선을 많이 만들어서 이용함으로 얻는 이익은 작은 것이오니, 어찌 작은 이익을 계교하여 큰 근심을 잊을 것입니까. 관사와 민가를 짖는 것에 이르러는 역시 폐하지 못할 일이겠사오나, 그러나 왜구가 침략하여 집을 불태워 없애고 백성들이 편안히 쉴 수 없이 되면, 높고 큰 집이 무슨 소용이 있겠습니까. 병선이 당당하여 왜구가 침범하지 못하고 국가가 편안하면, 비록 잡목(雜木)을 써서 집을 지어도 편안히 살면서 태평 시대를 즐길 수 있을 것입니다. 또 산에 화재를 금하고 나무를 잘 가꾸도록 법령을 거듭 엄하게 하여, 소나무가 무성하고 산과 들에 재목이 가득하여, 이루 다 쓸 수 없게 된 뒤에 그를 베어 쓰도록 허락하면 무엇이 해롭겠습니까. 공자는 ‘사람이 먼 일을 생각함이 없으면 반드시 가까운 근심이 있다.’ 하셨고, 맹자는 말하기를, ‘7년 묵은 병에 3년 묵은 쑥을 구할 때에, 진실로 지금이라도 쑥을 구해 묵히도록 하지 않으면 종신토록 3년 묵은 쑥을 얻지 못할 것이다.’ 하였으니, 이는 모두 그 후환을 염려할 줄 모르면 일을 당하고서 후회해도 미칠 수 없음을 경계한 뜻입니다. 신은 영남에서 생장(生長)하여 왜구의 환난에 대하여는 이미 귀로 듣고 눈으로 보았삽고, 또 사명을 만들고 왜국에 가서 왜국의 사정을 대강 아옵기로, 감히 좁은 소견으로 우러러 천청(天聽)을 번거롭게 하오니, 거룩하고 밝으심으로 채택하여 시행하시기를 엎드려 바라옵니다."
하니, 그대로 따랐다.
- 박이창(朴以昌)[1394~1451]

```
우부승지, 공조참판, 형조참판을 거쳐 벼슬이 평안감사
```

그는 평소 해학이 넘치고 소한 예절에 얽매이지 않는 소탈한 인물이었다고 한다. 그러면서도 성품이 매우 강직하고 자신의 신념에 투철하였던 것으로 유명하였다. 박이창은 젊은 시절 상주에 살았는데 게을러서 학문에 힘쓰지 않았다고 한다. 그러다가 우연한 기회에 향시에 응하게 되었는데, 시험장에 들어가서 문득 스스로 생각하기를, “조교(曹交, 중국의 전국시대 조(曹)나라 군주의 아우로서 키가 9척 4촌(약 2미터)이나 되었다고 한다)처럼 키만 크고 향시장에서 백지를 내고 나오면 반드시 남에게 웃음거리가 될 것이다.”하며 억지로 붓을 들어 글을 써 바쳤더니 장원이 되었다. 즉시 아버지에게 편지를 올려, “선비들이 구름같이 모여든 가운데에서 제가 수석을 차지했으니, 영광이 아닙니까”하였으며, 이후로 뜻을 굳세게 하여 마침내 급제하였다.
◆ 옳지 못한 관례에 따를 수 없다 ◆
처음 한원(翰苑한림원)에 들어간 날이었다. 조선시대에는 관리가 처음 임명을 받아 근무처로 가면‘면신례’라는 것을 하였다. 일종의 관례로써 오늘날의‘신고식’같은 것이다. 그런데 이 면신례라는 것이 매우 혹독하고도 짓궂었던 모양이다. 선배들이 시키는 대로 울고 웃기, 흙탕물에서 구르기, 얼굴에 똥칠하기와 같은 짓궂은 장난을 참아야 했고 뒷짐을 지고 머리에 쓴 사모를 들었다 내렸다 하면서 직속상관의 이름과 직책을 외우는 어려운 게임도 있었다. 조금이라도 어긋나면 벌이 내려졌다. 상황이 이렇다 보니 면신례의 폐단이 지속적으로 제기 되었고 금지령까지 내린 적도 있었다. 율곡 이이도 면신례를 거부하여 쫓겨난 적이 있었다. 박이창도 면신례를 터무니없는 것이라 여겨 거부했다. 신참으로서의 예의를 갖추지 않자 선임자(先任者)들은 여러 번 꾸짖으며 50일이 지나서도 면신(免新, 새로 부임한 관원이 선임자들을 청하여 음식을 대접하던 일)을 허락해 주지 않았다. 이에 박이창은 분기를 참지 못하여 스스로 자신이 앉아서 일할 곳으로 올라갔다. 이 이야기를 전해들은 당시 사람들은 박이창을 가리켜 자허면신(自許免新)이라고 하였다. 신참에게 행해지는 면신례를 터무니없는 것이라며 과감히 거부 할 만큼 그의 성격은 직설적이고 엄격하며, 과단성이 있었다. 이런 그의 성격은 다음과 같은 일화에서도 확인할 수 있다.
◆ 국법의 준엄함을 죽음으로 증명하다 ◆
조선시대에는 관례상 중국에 사신으로 가는 사람에게는 평안도 고을에서 마른 양식을 많이 챙겨주었다. 본래는 여비에 보태 쓰라고 인사치레로 주는 것이었지만 이것으로 부자가 된 사람이 많이 있었다. 박이창이 이러한 일을 알고 임금에게 아뢰면서, 그 폐단을 낱낱이 진술하였다. 왕이 그의 말을 듣고는 그 폐단을 시정하라고 명하였다. 그로부터 얼마 후에 박이창이 성절사(聖節使조선 시대에 중국 황제나 황후의 생일을 축하하기 위하여 보내던 사절)로 연경에 가게 되었다. 그는 길이 멀었기 때문에 부득이 많은 양미(糧米)를 준비해 가지고 가다가 발각되었다. 맡겨진 사신의 임무는 수행해야 했기에 일을 마치고 돌아올 때 의주에서 잡혀 신안관(新安館)에서 하루를 머물게 되었다. 그런데 박이창이 밤중에 차고 있던 칼을 빼어 스스로 목과 배를 찔러 거의 죽게 되었다. 서장관(書狀官) 이익(李翊)이 소식을 듣고 가서 그를 보았다. 박이창은“노신이 본디 오명이 없었고 충성을 다하기를 기대했습니다. 당초에 양미를 국법에 정해진 양만큼 가지고 가려 하였으나 통역관들의 말이‘지금 마침 장마가 시작되었으니 팔참(八站)에 들어서서 수재를 만나 중도에 막혀서 양미가 떨어지면 굶어 죽을 것입니다. 더 가져 가십시오.’하기에 나도 옳게 여겨 쌀 40말을 더 갖고 갔습니다. 장차 그 일의 전말을 아뢰려 했는데 이미 국법에 저촉되었으니 무슨 면목으로 성상을 뵈며 동료 대신들을 보겠습니까. 차라리 자살하는 것이 낫습니다.”하였다. 또 계속하여 말하기를 “의주에 도착했을 때 이런 결심이 이미 정해졌습니다. 그러나 우리일행을 호송하는 중국인이 많으므로 타국 사람이 알아서는 안 되겠기에 여기 와서 이렇게 한 것입니다.”하고는 마침내 죽었다. 임금이 이 소식을 듣고 승정원에 전지를 내려, “박이창은 반드시 법을 어긴 것이 부끄러워 자살했을 것이다. 심히 측은하다. 만 리 길에 고생했으므로 나는 처음에 잡아오고 싶지 않았으나, 여러 사람들의 강력한 청에 못 이겨 따랐더니 이제 와서는 후회막급이다. 치제(致祭임금이 제물과 제문을 보내어 죽은 신하를 제사 지내던 일)하고 쌀, 콩, 관곽을 내려주라.”고 하며 안타깝게 여겼다. 나라의 녹을 먹는 관료로서 국법을 어긴 것은 분명 책임져야 마땅한 일이다. 하지만 그가 국법을 어기게 되었던 사정은 ‘부득이’한 것으로 돌아와서 해명만 잘 하면 문제될 것이 없는 사항이었다. 더구나 이미 그의 벼슬이 낮지 않은 터에 그만한 일은 충분히 넘어갈 수도 있었다. 하지만 그는 구차하게 용서를 받는 대신 자살이라는 다소 극단적인 방법을 택함으로써 관료로서 법을 어긴 데 대한 대가를 치르었다. 그의 성격만큼이나 지나치게 과격한 처사라고 생각할 수도 있겠다. 하지만 당시 자신의 권력만 믿고 함부로 국법을 어기면서 치부를 했던 사람들에게 경종을 울릴 만한 일이었기에 오히려 그의 희생을 높이 평가할 수도 있다. 무엇보다 자신에게 엄격했던 그의 태도는 본받을 만하다. 박이창이 국법을 어겼음에도 임금이 그의 죽음을 안타깝게 여기면서 장례식 때 쓸 여러 물품과 비용을 하사한 것도 그의 곧은 신념을 높이 샀기 때문일 것이다. 또 하나 주목할 만한 것은 그가 자신의 죄를 중국에서 알고서도 나라의 체면을 생각해서 굳이 조선에 와서야 자살했다는 것이다. 한 나라를 대표하는 사신으로 나라의 체면까지 고려할 줄 아는 그의 치밀함 역시 관료의 자세로 본받을 만한 것이다. 그가 국법을 어긴 것은 청백리의 행동이라고 할 수 없겠지만 스스로 죽음을 택함으로써 그는 청백리가 되었다.
- 박이녕 또는 박이령(朴以寧)[?~1453]

```
1433년(세종 15) 부사직으로, 도원수 최윤덕(崔允德)의 막료로 건주야인(建州野人) 정벌에 참여하였다. 1440년 이후 경원첨절제사(慶源僉節制使), 첨지중추원사, 전라도의 병마절제사 ·도절제사(都節制使) ·처치사(處置使)를 지냈다.
```

1449년 모친의 상중에 있었으나 달달족(達達族)의 침입에 대비하여 판영변도호부사(判寧邊都護府事)로 불려나갔다. 그 후 황해도병마도절제사 ·공조참판 ·평안도도절제사 ·중추원사를 지냈다. 1500년에 사은사 부사(副使)로 명나라에 다녀왔다. 수양대군(首陽大君)이 정적(政敵)을 제거하고 왕위에 오를 기반을 마련한 계유정난(癸酉靖難) 때, 김종서(金宗瑞)의 무리라 하여 무안으로 유배되고 연일로 옮겨진 끝에 교살되었다. 가족들도 남해의 섬으로 유배되고 집은 조득림(趙得琳)에게 주어졌다. 계룡산 동학사(東鶴寺)에서 원통하게 죽은 역대 인사들을 공양하는 대상에 들어 있었으며, 1791년(정조 15) 단종의 장릉(莊陵)에 배식단(配食壇)을 세웠을 때 별단(別壇)에 모셔졌다.
- 박세훈(朴世勳)[1488∼1553]

효성이 지극하여 어려서부터 ‘주동의 효아(鑄洞孝兒)’라는 칭송을 받았다. 문명(文名)이 높았으나 벼슬에 뜻이 없어 과거에 응시하지 아니하고 오직 부모를 정성껏 받들어 봉양하였다. 1504년(연산군 10) 아버지가 죽자, 남양(南陽)에 있는 무덤 밑에 초막을 짓고 시묘(侍墓)를 하면서 3년 동안 죽만 먹고 애통하게 지내니 고을사람들이 모두 눈물을 흘리면서 감탄을 하였다.
나이 20세가 되어 어머니의 권유로 과거에 응시해서 사마시(司馬試)에 합격을 하고는 그대로 학문에만 열중하였다. 1519년(중종 14)에 문명이 널리 알려지자 조광조(趙光祖) 등이 별과(別科)에 천거하였는데, 그해 기묘사화가 일어나자 다시 고향으로 돌아왔다. 그 뒤 조정에서 제용감첨정(濟用監僉正)에 임용하였으나 나아가지 않았다.
- 박세희(朴世熹)[1491~?]

1514년(중종 9) 별시문과에 장원급제하여 홍문관수찬·정언·이조좌랑·장령·홍문관응교 등을 역임하였다. 1519년 사간을 거쳐 좌부승지에 올랐을 때 기묘사화가 일어나 강계로 유배된 후 그곳에서 죽었다. 사후 이조판서에 추증되고, 문강(文岡)이라는 시호를 받았다.
- 박세후(朴世煦)[1494~1550]

```
문과급제(文科及第)하여 벼슬이 강원(江源) 황해(黃海) 양도(兩道) 감사(監司)겸 병마수군절도사(兵馬水軍節度使)를 지냈다 증직(赠職)으로 대광보국숭록대부(大匡輔國崇祿大夫) 의정부좌 의정(議政府左議政) 낙성부원군(洛城府院君) 순충적덕(純忠積德) 병의보조공신(乘義補祚功臣)이다 公)과 같이 광양 봉양사(光陽鳳陽祠)에 배향되다
```

1547년 당시 현감 박세후(朴世煦)가 광양읍성을 축조하고, 멀리 바다 쪽에서 왜구들이 볼 수 없도록 나무 를 심었는데 풍수지리설에 의 하면 칠성리의 당산(堂山)은 호랑이가 엎드린 형국이고 읍내리는 학이 나는 형국인데 남쪽 이 허해서 늪지 역에 연못을 파고 조성한 것이 라고 한다 아쉽게도 성은 없어졌으나 팽나무, 이팝나무와 함께 수 양버들을 많이 심어서 근대에 유당공원 (버들 못)이라는 이름으로 남아있다
- 박증손(朴曾孫)[1496~1573]

1519년(중종 14)에 기묘사화(己卯士禍)가 일어나 정암 조광조(趙光祖) 등을 비롯한 많은 선비가 화를 당하자, 한성을 떠나 순천 운곡촌(雲谷村)으로 이거 해 입향해서 순천의 입향조가 되었다. 훗날 후손들로 하여금 박세희와 더불어 순천의 남산(南山)주변의 이사천(伊沙川)을 따라 상류쪽으로 올라가면 박증손을 배향한 이천서원(伊川書院)이 있다
또한 그는 운곡촌에서 후진을 교육하는데 진력하여 많은 영재를 배출하는 등 한 세대의 사표(師表)로 추앙을 받았다.
박증손(朴曾孫)이 지은 강학터 정자로 운곡당(雲谷堂)이 상사면 운곡동(쌍지)에 있었다 
지금은 '湖南天地小江南'이라며 정자주인의 '湖南天地小江南이라고 시작되는 원운시 만 속승평지(續昇平誌)에 남아 있을 뿐이다.
여기서 운곡(雲谷)은  주자(朱子 朱熹 晦菴)가 초당을 짓고 독서하던 산 이름으로, 복건성(福建省) 건양현(建陽縣) 서북쪽 70리 지점에 무이산(武夷山)의 시계(市界)와 접해 있는데, 고산이 자신의 은거지를 곧잘 운곡에 비유하곤 한다. 정자 주인도 유자임을 암시하고 있다.
이곳에서 학문에 열중하고 있을 때에 지은 시에서 숲이 깊어 산길이 어두우니 자주 오지 말라고 우회적으로 객을 사정(謝絶)하는 내용으로 이렇게 표현하고 있다.
```
들사람이 술 싣고 와서/농사 이야기에 해가 西山에 기울었네.
이 뜻 진실로 너무도 고마우니/감탄하는 情 어찌 다하겠는가.
돌아가고 자주 오지 마오 / 숲이 깊어 산길 어두우니.
野人載酒來 農談日西夕 此意良已勤 感歎情何極 歸居莫頻來 林深山路黑 / 雲谷雜詠
```

- 박대붕(朴大鵬)[1525-1592]

```
주부(主簿) 내금위(內禁衛) 승의부 (承義副) 현신교위(願信校尉) 강진관(江鎮管) 수군만호(水車萬戶) 
```

기축옥사(己丑獄事) 때 진사 정암수(丁巖壽)‧박천정(朴天挺)‧임윤성(任尹聖)‧김승서(金承緖)‧양산룡(梁山龍)‧이경남(李慶男)‧김응회(金應會)‧유사경(柳思敬)‧유영(柳瑛) 등과 연명으로 상소를 하였으나 투옥되어 고초를 겪었다.
풀려난 후 낙향(落鄕)하여 초야에 묻혀 지내다 임진왜란이 발발하자  박대붕은 순천 서인을 대표하여   광주 서인 대표하는 고경명(高敬命)과 조헌(趙憲) 등과 더불어 의병을 일으켰으며,만67세 추정 되는데 늙은 나이에도 모리가문에서 분파한 고바야카와 다카카게,다치바나 무네시게 이끄는 군대를 상대로 금산(錦山) 전투에서 중과부적으로 싸워 전사하였다.
후에 선무원종공신(宣武原從功臣)으로 녹훈(錄勳)되었고  박세희,박증손과 함께 순천 이천서원에 배향되었다
```
박대붕(朴大鵬)은 광주의 철인 기대승이 별세하자 쓴 만시로 명산 무등산을 두고 그를 기렸다
```

```
하늘이 만들어 낸 저 무등산 天作山無等/
최정상 산봉우리 기묘하구나 奇峯最上頭/
천지 음양 기운이 감돌아 扶輿二儀氣/
오행이라 그 흐름 충만하여라 块圠五行流/
높고 밝은 하늘에 솟아오르고 標挺高明域/
넓디넓은 땅속에 뿌리 뻗어서 根蟠廣博陬/
우뚝할사 언덕마루 뛰어넘었고 嵯峨超培塿/
드높아라 숭구라도 맞먹고말고 崔崒軼嵩丘/
맑은 옥 그림자 남해에 비끼고 玉影橫南海/
상서로운 구름 전역을 비추네 祥雲映九州/
강풍 몰아쳐도 흔들리지 않고 剛風吹不動/
짙은 안개 덮어도 가릴 수 없어라 霪霧蔽無由/
멀리 연봉의 달과 맞닿아 있고  逈接蓮峯月/
멀리 태악의 가을과 잇닿았는데 遙連泰岳秋/
봄날에 지초 난초 향기 토하고 芝蘭春馥郁/
풍설에 솔과 잣이 쏴쏴 운다네 松柏雪颼飀/
종산의 험준함은 진작 털어 버렸고 已碎鍾山險/
귀곡의 유심함은 아예 없는데 初無鬼谷幽/
천하를 작게 봄은 노에 오름이요 小天登自魯/
바다를 보았나니 식견이 추와 통했네 觀海見通鄒/
우뚝함은 한진이 될 만도 하고 赫可爲韓鎭/
거대함은 보후가 나기에 마땅하지 蔥宜降甫侯/
단심은 백악을 향해 기울고 丹心輸白嶽/
인의는 동주에 뜻을 두었네 仁義志東周/
온화한 빛 명봉을 맞아들였고 和色迎鳴鳳/
향기로운 바람 취유를 제거했는데 馨風拔臭蕕/
공동에서 거마를 멈추어 서고  崆峒期挽駕/
요포로 돌아가리 마음먹었네 瑤圃誓回輈/
해와 달의 광명을 열고 닫으며 日月纔開闔/
음양의 조화를 수답하면서 陰陽此獻酬/
구름을 일으키고 단비도 내려  興雲兼致雨/
상서 만들고 길운 빚었네 生瑞且陶休/
남쪽의 천주로 길이 간주하였고 永擬南天柱/
북쪽의 두우로 한창 우러렀는데 方瞻北斗牛/
어찌하여 두 기둥 꿈을 꾸어서 如何兩楹夢/
우리 유가 근심으로 변했단 말가  翻作孔門憂/
무너져 내린 사록에 통곡 심하니 哭甚崩沙鹿/
밀려오는 초휴를 누가 당하리 疇堪壓楚咻/
쓸쓸한 천지에 속절없이 섰노라니 乾坤空獨立/
떨어진 맥 하염없이 서글프기만 墜緒慨悠悠/
이 세상에 참 남자 몇몇일런고 世幾真男子/
선생이 그중에서 우뚝하여라 先生獨擅雄/
마음은 성정 위에 보존하였고 心存誠正上/
기운은 호연지기에서 우러나왔네 氣發浩然中/
환로에선 이름 구하기 멀리하였고 宦海求名倦/
학문에선 도에 들기 깊이 하였네 書林入道竆/
사람들은 범에게 물은 말을 가지고 人將問虎語/
전하여 몽매한 자들 깨우쳤다네 傳作啓羣蒙/
기맥은 서로 통하는 자 찾는 법  聲氣相求合/
참으로 알아준 분 퇴옹 계시어 真知有退翁/
공통된 견해는 격물에 있고  一揆存物格/
합치한 덕은 신통에 있었네 合德在神通/
전해 오는 남녘의 맥 끊어져 버려  道絶會南脈/
첫째가는 산봉우리 무너진 뒤에 山頹第一峯/
연달아서 나라 쇠할 재앙 만나니 連逢邦殄瘁/
어디서 높은 풍도 찾아볼 건가  何處遡高風/
우리 동방 가르침 이루어 놓아  成教吾東國/
넉넉하게 예의가 나타났는데 優優見禮儀/
몇 년 수명 하늘이 허락 아니해  數年天不假/
하룻밤 새 우리 도 부칠 데 없네  一夕道無依/
용 사라진 날 구름은 쓸쓸해지고 雲冷龍亡日/
범 가버린 때 바람은 힘이 없어라 風殘虎逝時/
이내 후생 눈물을 뿌리는 뜻은  晚生揮淚意/
모두가 공과 사를 위하기 때문  都只爲公私/
나라 다스릴 뜻은 속절없이 되었고 已矣經邦志/
세상 구제할 기대 쓸쓸해졌네 蕭然濟世期/
강호는 흘러 흘러 다함이 없고  江湖流不盡/
천지간에 한스러움 끝이 없어라 天地恨無涯/
평소의 각별한 정 그리워하고 爲憶平生處/
꿈속에서 자주 서로 만나 본다오 時多夢裏隨/
어찌 알랴 서울의 한 번 이별이 那知京洛別/
뜻밖에도 영원한 헤어짐 될 줄 忽作永離違/
```

```
출저-광주광역시 서구문화원
```

- 박유명(朴惟明)[1582~1640]

1620년(광해군 12) 무과에 급제하여 서산군수에 초배되어 훈련원첨정(訓鍊院僉正)·만포첨사(滿浦僉使)를 역임하였다.
그 뒤 1623년에 덕원부사로 재직할 때 이귀(李貴)의 별장으로 인조반정에 참여하여 정사공신(靖社功臣) 3등에 책록되고 상원군(商原君)으로 봉하여졌다. 1628년(인조 6) 가선대부(嘉善大夫)로 가자(加資: 품계가 더하여짐)되었다. 그 뒤 당상선전관(堂上宣傳官)을 거쳐 오위장(五衛將)을 역임하였다. 뒤에 공조판서에 추증되었다.

## 집성촌
- 충북 괴산군 청천면 강평리
- 전남 순천시 상사면 쌍지리
- 충북 증평군 증평읍 율리
- 충북 청주시 옥산면 국사리
- 충북 청주시 오송읍 쌍청리
- 경기도 용인군 용인면 일원
- 세종특별자치시 연동면 문주리
- 충북 괴산군 청안면 장암리, 감물면 구월리 주월
- 경기 화성시 비봉면 양노리
- 경기 화성시 서신면 상안리,용두리
- 충북 괴산군 청천면 지촌리
- 전북 익산시 두동면 두동리
- 경기도 연천군 연천읍 옥산리